# Antiquité dans la culture contemporaine

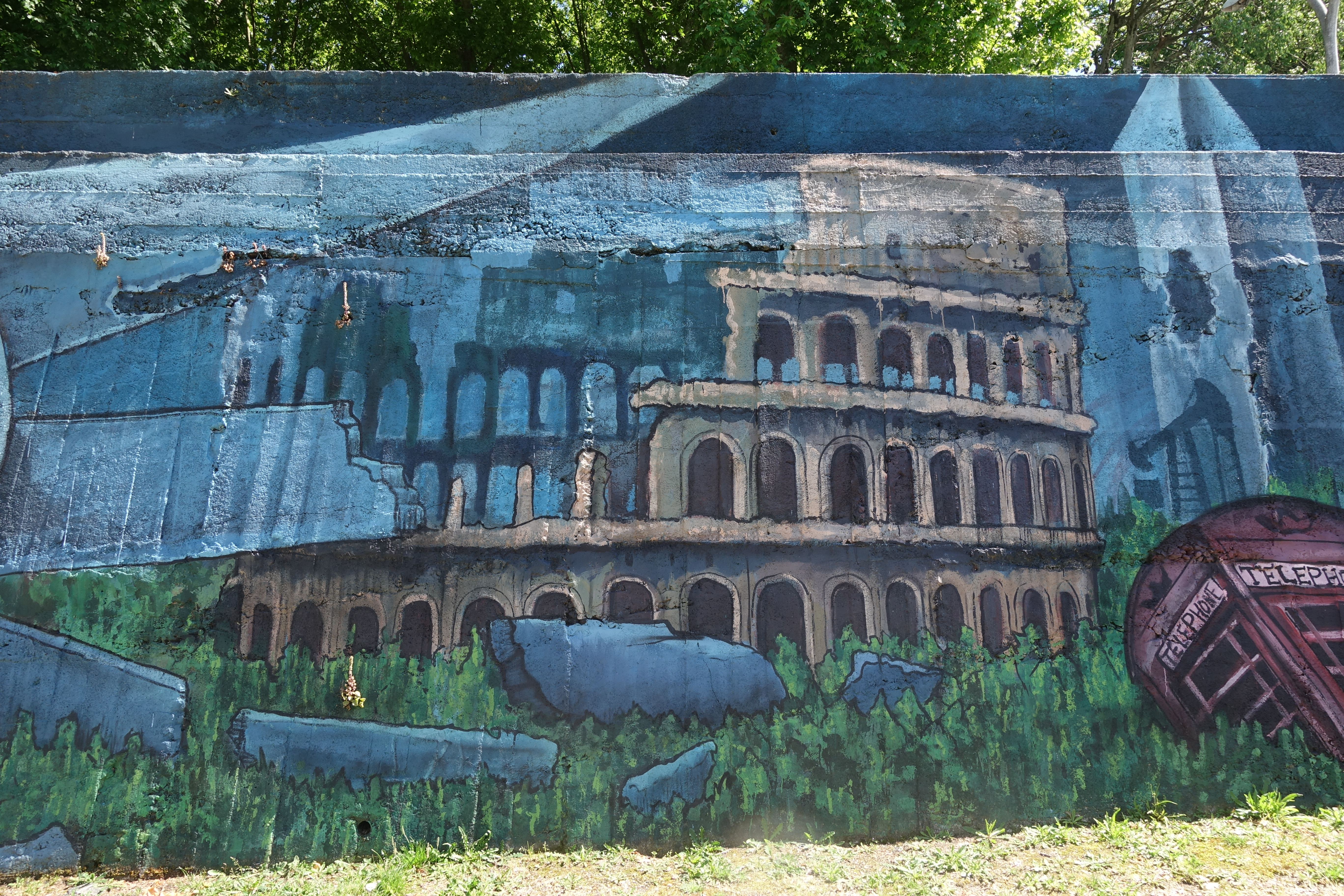
Graffiti à Braga représentant le Colisée, 2017.

L'Antiquité est une source d'inspiration de la culture contemporaine, qu'elle soit littéraire, musicale, plastique, audio-visuelle ou architecturale. Parfois simple décor, elle prend parfois des fonctions particulières, comme une manière de rendre plus acceptable des formes de voyeurismes, de parler du monde contemporain dans une forme détournée, ou de support à des revendications identitaires.
La tradition du patrimoine antique jusqu'à notre époque représente un corpus important et multiforme, et s'inscrit dans le champ des receptions studies. L'étude de la réception de l'Antiquité, particulièrement dans l'art et dans la culture populaire, a connu un essor important dans les dernières décennies.

## Analyse par motif

### L'Antiquité comme justification du voyeurisme

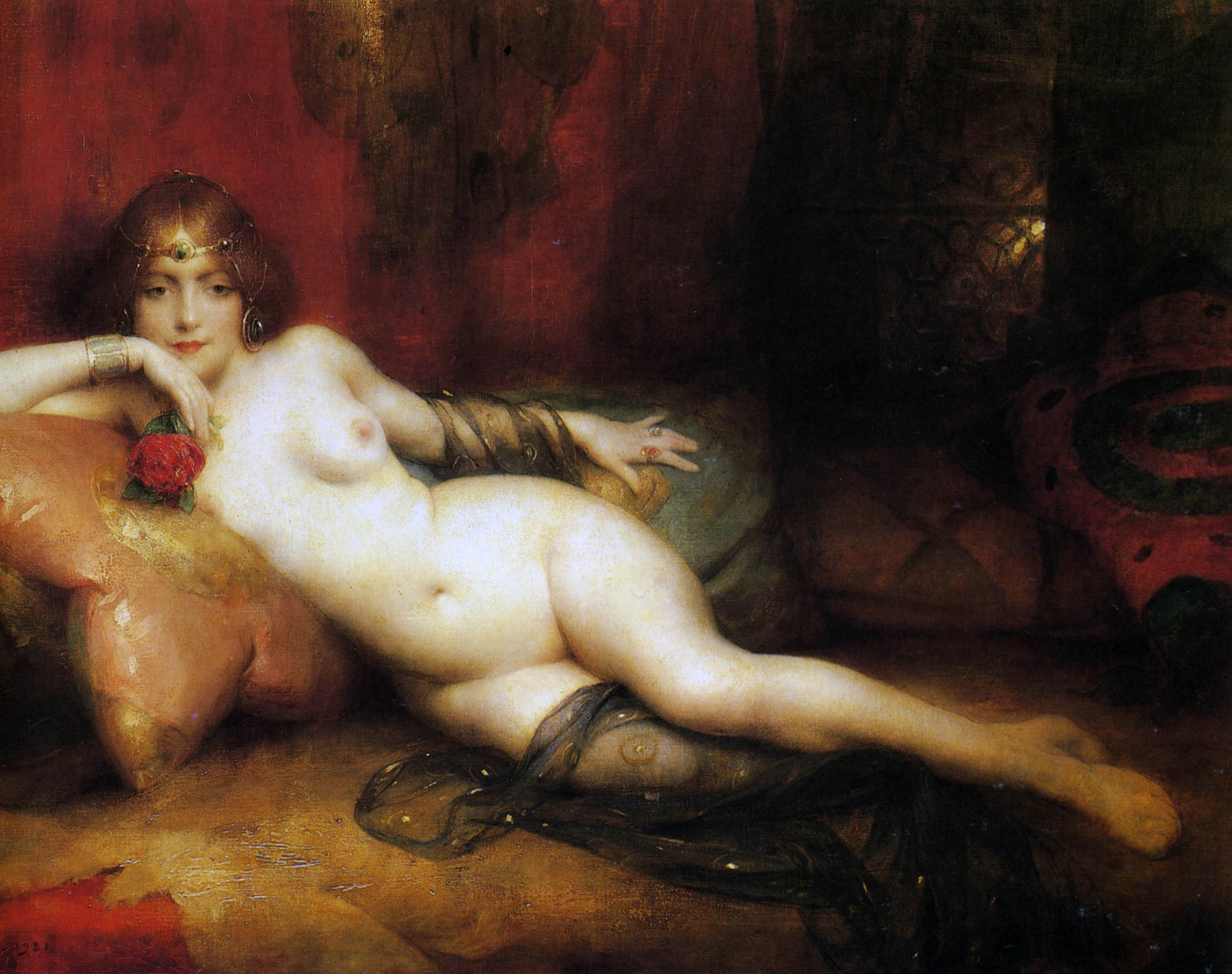
Salammbo, peinture d'Henri Adrien Tanoux, 1921

Dès le milieu du XIXe siècle en France se développe un courant de romans où le décor antique sert de prétexte à montrer du sexe et de la violence, ceux-ci étant justifiés par la "barbarie" supposée des mœurs, en prenant souvent Carthage comme décor. Salammbô en est l'exemple le plus marquant, mais on peut aussi citer Carthage en flammes, Le Sang du dragon, ou Chansons de Bilitis. En particulier, l'antiquité est prétexte à montrer des relations entre femmes destinées à un public masculin, tandis que l'homosexualité masculine reste censurée ou absente.
Cette tendance se poursuit jusqu'au XXIe siècle dans l'ensemble des séries télévisées historiques, telles que Rome, où le fait de montrer des scènes de sexe ou de violence est utilisé comme argument marketing de "maturité" de l’œuvre, car preuve qu'elle est conçue pour un public adulte.

### L'Antiquité comme prétexte pour parler du monde contemporain

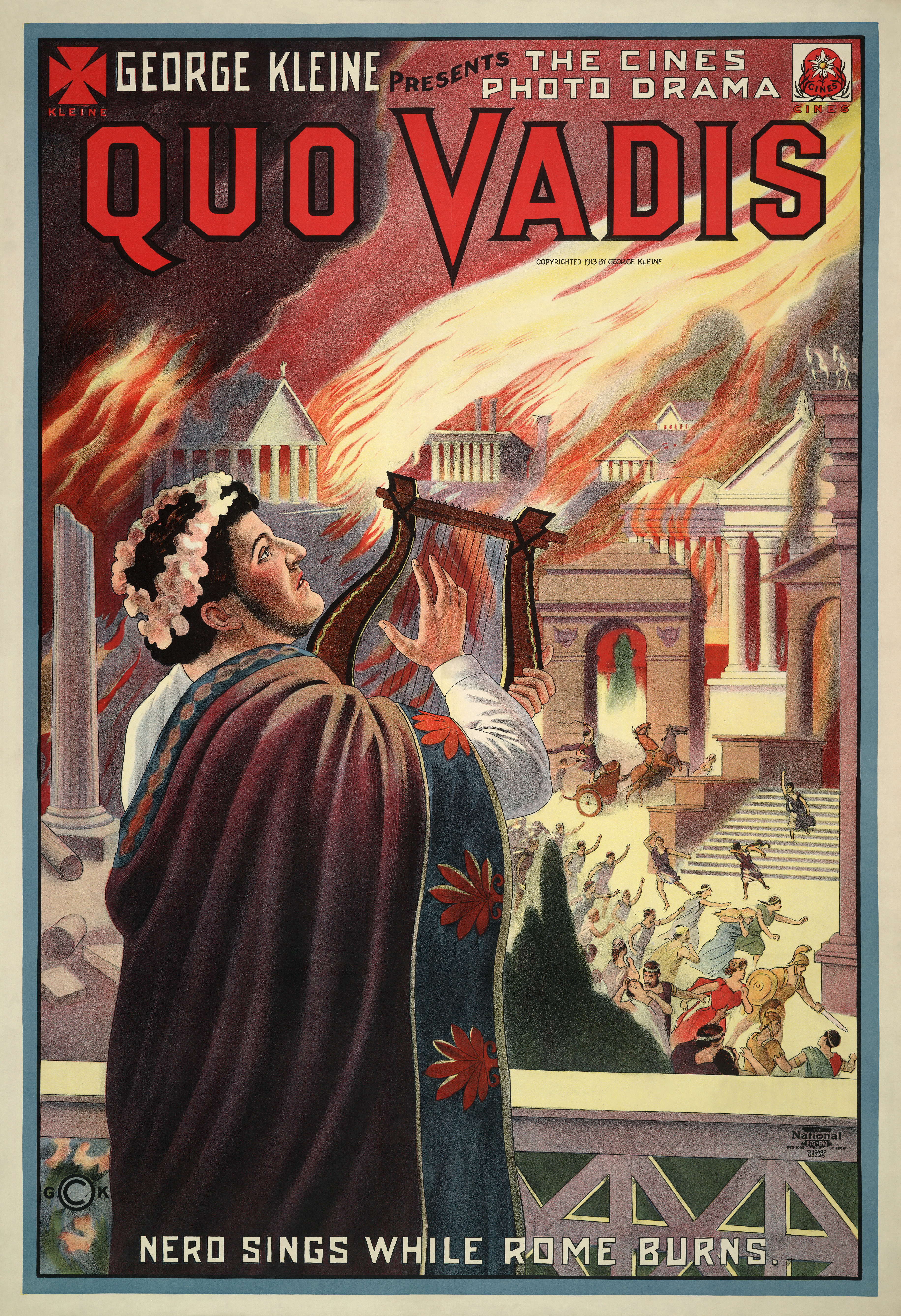
Affiche du film Quo vadis ? de 1913, tiré du roman homonyme

À partir de la fin du XIXe siècle se développe l'utilisation de l'Antiquité comme prétexte à évoquer des situations contemporaines. Si cela se fait parfois car il est difficile pour les artistes de s'extraire complètement de leurs époques, ils peuvent aussi le faire consciemment, pour faciliter une instrospection moins chargée émotionnellement pour le lecteur, pour renforcer leurs positions politiques en les inscrivant dans le temps de l'Histoire ou comme manière d'échapper à la censure.

#### Représentation
Dans la seconde moitié du XXe siècle, la bande-dessinée Alix est l'occasion pour Jacques Martin d'aborder la collaboration en France et les évènements de la guerre d'Algérie tandis qu'Astérix transpose la politique de Charles de Gaulle vis-à-vis des États-Unis, notamment la sortie de la France de l'OTAN, dans l'atitude d'un village gaulois face à l'envahisseur romain.
Lion Feuchtwanger écrit l'histoire du peuple juif lors de l'antiquité romaine, notamment la première guerre judéo-romaine dans sa trilogie Josephus, comme un parallèle des révoltes contre le régime nazi dont il est contemporain ; de même, son roman le Faux Néron est une forme de dénonciation d'Hitler. 

#### Dénonciation
Dès le début du XIXe siècle, Chateaubriand utilise l'Antiquité pour dénoncer la politique de son époque: son personnage de Dioclétien dans Les Martyrs est une manière pour lui de critiquer Napoléon Bonaparte.
Dans le roman Quo vadis ?, la Rome de Néron est pour Henryk Sienkiewicz l'occasion de parler de la Pologne contemporaine et en particulier de dénoncer les persécutions d'Alexandre II envers les églises catholiques orientales. La figure de Néron est alors utilisée par les opposants politiques du tsar dans leurs brochures, mais plus généralement pour dénoncer les leaders politiques du XXe siècle totalitaristes, tels qu'Hitler ou Mussolini.

#### Justification
L'Antiquité et ses guerres est utilisée pour soutenir des narrations nationalistes et justifier d'emplacements de frontières : ainsi Émile Gallé puise une citation La Guerre des Gaules pour réaliser une table présentant le Rhin comme frontière naturelle entre la France et l'Allemagne et ainsi contester la conquête de l'Alsace-Moselle par cette dernière. Un autre français, Louis Bertrand, utilise dans Sanguis Martyrum la présence romaine en Afrique du Nord comme justification de la conquête de l'Algérie par la France, tandis que Giovanni Pastrone dans Cabiria justifie la guerre entre l'Italie et la Turquie comme une lutte entre la civilisation et la barbarie, comme pouvait l'être selon lui la guerre entre Rome et Carthage.

#### Aspiration
Bolesław Prus, dans Le Pharaon, et Jakob Wassermann dans Alexandre à Babylone, développent tous deux un idéal de paix et d'entente entre les peuples prenant place dans l'Antiquité.

## Analyse par culture

### Cultures européennes

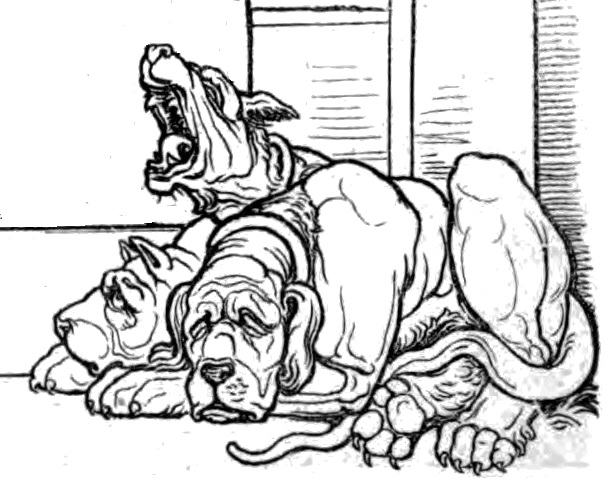
Fluffy, chien à trois têtes gardant un passage dans Harry Potter à l'école des sorciers et inspiré de Cerbère.

Les références à l'Antiquité, en particulier grecque et romaine, imprègnent fortement la culture européenne, que ce soit au cinéma, musique, littérature ou publicité. L'une des illustrations les plus frappantes est la saga Harry Potter, où les références à la mythologie grecque sont très nombreuses, que ce soit dans les créatures peuplant l'univers magique de la série ou les noms des personnages.

### Cultures américaines

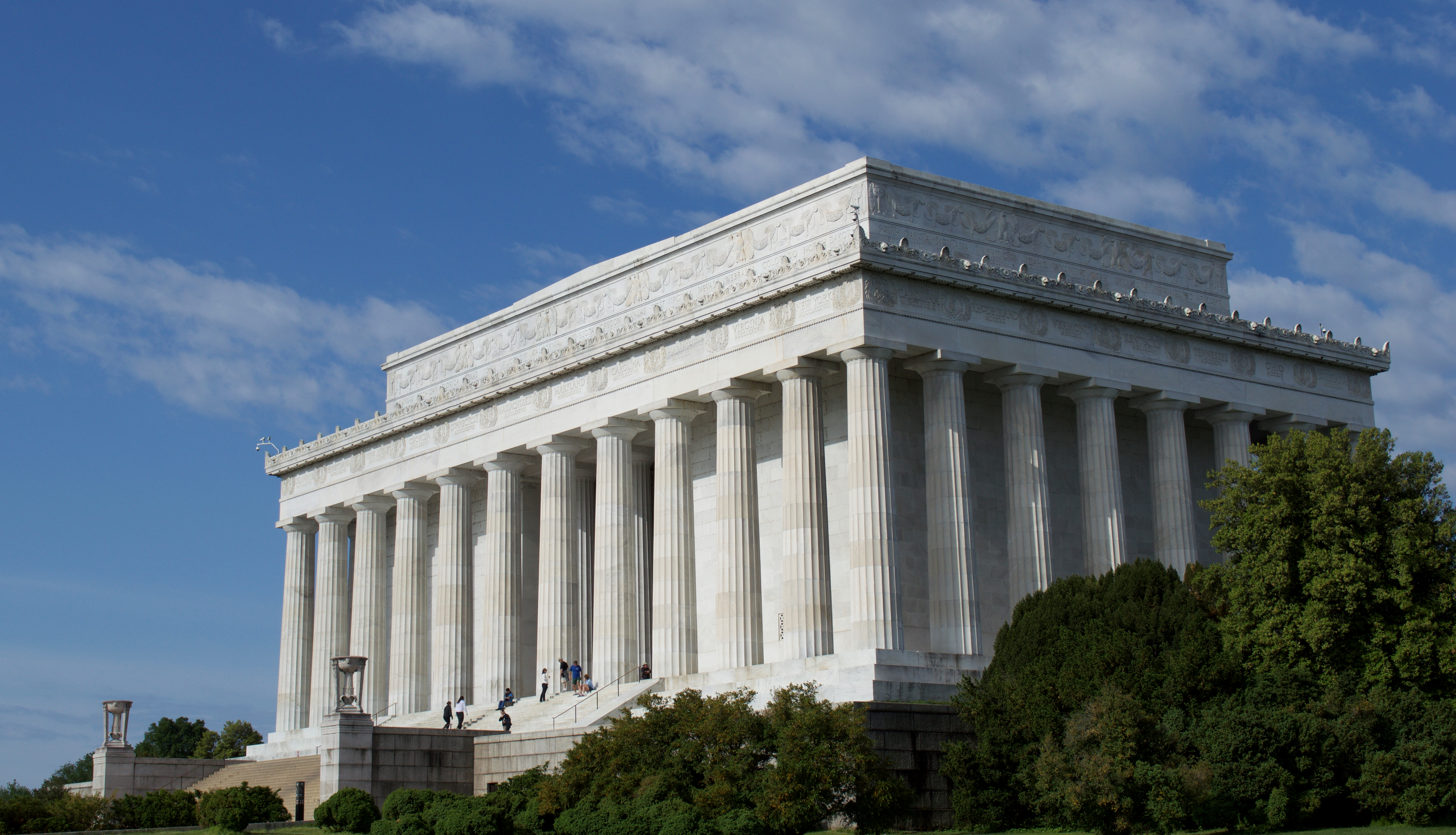
Lincoln Memorial, Washington

De nombreux bâtiments emblématiques des États-Unis, tels que la Maison-Blanche ou des musées et mémoriaux du National Mall, sont réalisés dans un style néo-classique. Ce choix s'explique par la double volonté, au moment de leur création, de légitimer la nation américaine nouvellement formée ainsi que de faire écho à l'histoire démocratique et républicaine d'Athènes et de Rome. Si ce rapport au néo-classique est typique de l'Amérique blanche, il est très différent pour la communauté afro-américaine, qui y associe spontanément l'histoire de l'esclavage, ces bâtiments ayant été construits par des esclaves.
Un autre élément emblématique de la culture américaine et où l'Antiquité est omniprésente est l'univers des comics. Le personnage qui incarne le plus cela est Wonder Woman, une amazone fille de Zeus.

### Cultures afro-descendantes

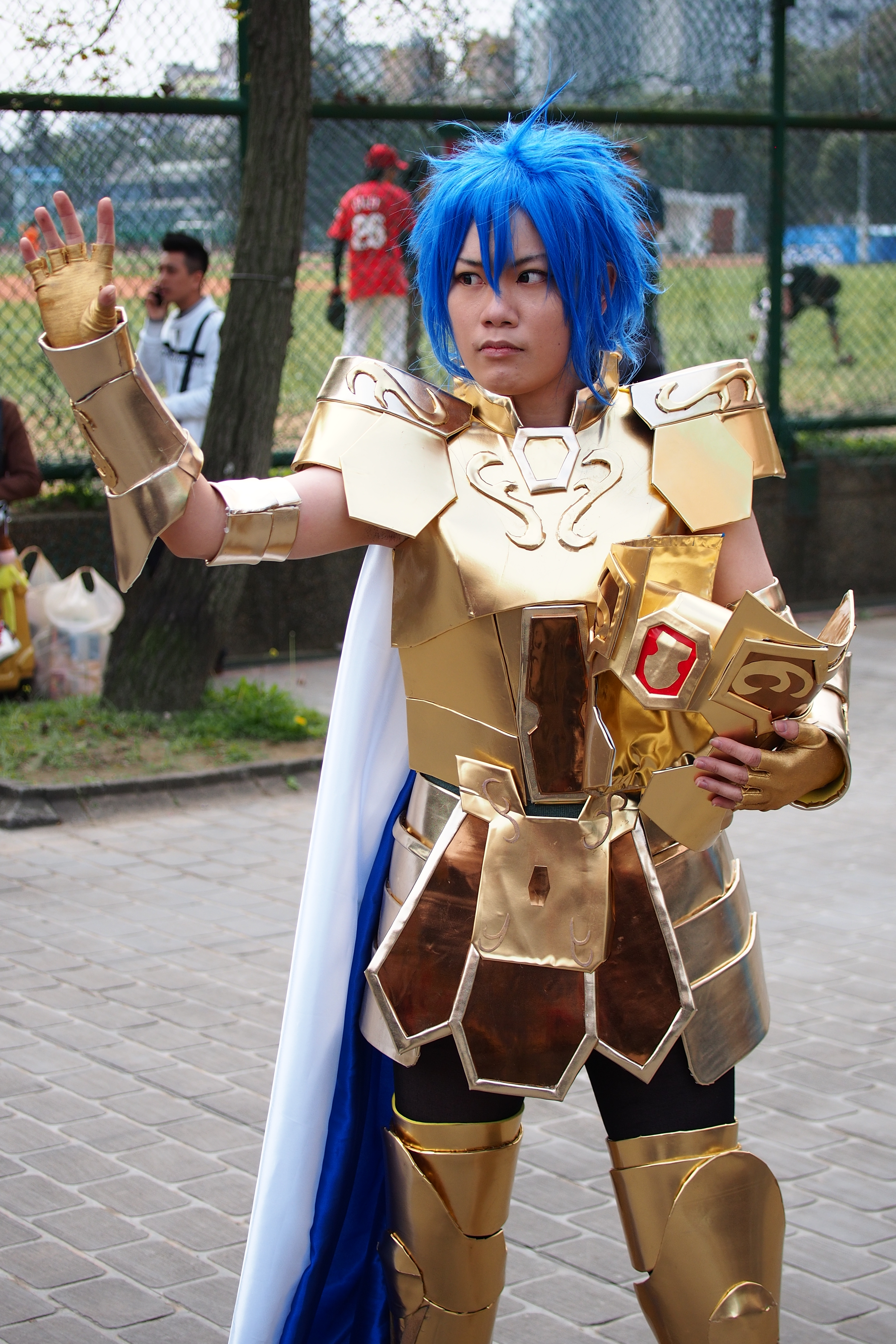
Cosplay de Saint Seiya, 2013.

La culture afro-descendante, en particulier afro-américaine, utilise de nombreuses références à l'Antiquité, essentiellement égyptienne, depuis les années 1970 avec un regain d'intensité depuis le 21ème. Dans les modalités de cette appropriation, on peut citer la revendication de l'héritage esclavagiste aux États-Unis comme appartenant aux descendants d'esclave, l'affirmation d'une fierté identitaire issue de l'identification à l'Égypte des pharaons, ou la légitimation de puiser dans la culture universelle qu'est l'Antiquité.

### Cultures asiatiques
De nombreux mangas et animes s'inspirent de l'Antiquité européenne et égyptienne, que ce soit en y plaçant directement une partie de leur narration, comme pour Yu-Gi-Oh! ou Thermae Romae, ou en remixant complètement des personnages pour en faire une histoire nouvelle, comme Sailor Moon ou Saint Seiya. Pour Thermae Romae, les aller-retour du personnage principal entre la Rome antique et le Japon contemporain sont l'occasion de tracer un parallèle entre les deux cultures via leur rapport aux bains publics. Un autre exemple de mise en parallèle de l'histoire romaine et japonaise a lieu dans Ad Astra, où la représentation de l'usage de bœufs sur lesquels sont attachées des torches enflammées par Hannibal Barca pour échapper à Fabius en lui faisant croire qu'il s'agit en réalité de son armée, est un calque de la bataille de Kurikara, où les bœufs de Minamoto no Yoshinaka chargent l'armée de Taira no Koremori.

### Cultures LGBT
L'Antiquité grecque occupe une place particulièrement importante dans les cultures LGBT en raison de l'ubiquité de la bisexualité dans la culture grecque. De même, le personnage de Sappho est souvent mis en avant dans les cultures lesbiennes, notamment dans le domaine de l'art, et devient une figure tutélaire des mouvements lesbiens, du XIXe siècle à nos jours.

#### Esthétique homoérotisante

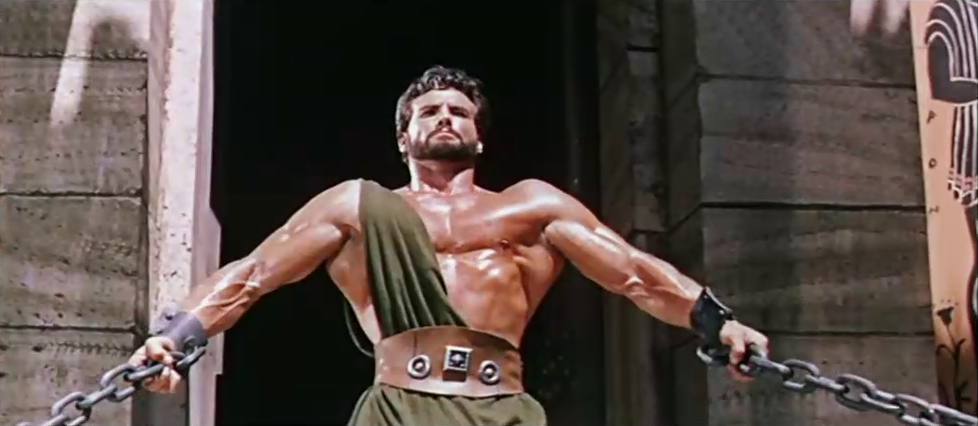
Steve Reeves dans Les Travaux d'Hercule, 1958

L'Antiquité et ses mythes est présente dans la culture LGBT, notamment la production photographie homoérotique ou symbolique. Les photographes Pierre et Gilles réalisent ainsi de nombreuses photographies vues comme queer, que ce soit en raison de son esthétique (des corps masculins musclés prenant des postures vues comme féminines) ou des personnages représentés (Achille, une des icônes de la culture LGBT en raison de sa bisexualité et de sa période de travestissement). Les références à l'Antiquité se voient aussi dans le film Call Me by Your Name, où la statuaire antique, très présente dans le film, sert de métaphore au désir homosexuel. Un autre parallèle peut être fait entre la différence d'âge entre les deux personnages principaux, l'un mineur, l'autre majeur et professeur, et les relations éromène/éraste de la pédérastie.
Le péplum, ou cinéma antiquisant, est associé à l'homosexualité, et plus particulièrement l'homoérotisme : ce lien est pointé avec humours dans des productions cinématiques d'autres genres tels que Y a-t-il un pilote dans l'avion ? ou The Rocky Horror Picture Show,. Pour l'historien Albert Montagne, le cinéma sur l'antiquité se sépare entre ce qu'il appelle les films de toges, nobles, politiques, et les films de jupettes ou péplum, qui dévoilent beaucoup plus la plastique de leurs acteurs et aux thématiques prolétaires et guerrières.
Enfin, lorsque l'homosexualité masculine, qu'elle soit exclusive ou bisexuelle est représentée, que ce soit dans Satyricon, Sebastiane, ou Caligula, il s'agit moins de montrer des relations entre hommes que de dépeindre la décadence de Rome, que ce soit par fascination ou dénonciation morale.
Si l'homosexualité masculine est suggérée et (auto)censurée, ce n'est pas le cas des relations entre femmes, qui sont montrées avec force voyeurisme afin de satisfaire un public masculin, tels que dans Sapho, Vénus de Lesbos, Sodome et Gomorrhe, ou Les Amazones. Lorsque les personnages sont explicitement lesbiennes, telles que dans La Reine des Amazones, Les Titans, ou Les Amazones, filles pour l'amour et pour la guerre, elles sont représentées comme haïssant les hommes. Il faut attendre les années 1990 et Xena la guerrière pour que le saphisme représenté à l'écran soit apprécié et revendiqué par la culture lesbienne.

## Analyse par antiquité

### Bassin méditerranéen

#### Temps bibliques

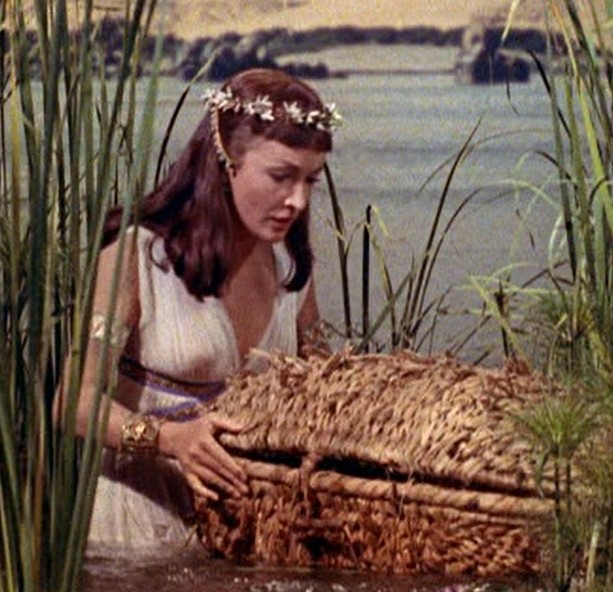
Bithiah (Nina Foch) retrouvant le panier de Moïse, Les Dix Commandements, 1956.

Les Martyrs de Chateaubriand lancent le courant du roman des origines chrétiennes, dans lequel viennent se greffer par la suite Fabiola ou l'Église des catacombes, Quo Vadis ?, Sanguis martyrum et Ben-Hur. Dans ces romans, il s'agit toujours de montrer le triomphe du christianisme sur le paganisme.
En 1998 sort Le Prince d’Égypte, un film d'animation sur l'histoire de Moïse. Réalisé avec l'aide de théologiens juifs, chrétiens et musulmans, il s'agit pour Dreamworks de produire un film reprenant des éléments culturels communs au maximum de personnes. Le thème des 10 commandements avait déjà été porté à l'écran en 1956 avec le film homonyme, le plus cher jamais produit à l'époque.

#### Antiquité égyptienne
L'antiquité égyptienne fait l'objet d'une véritable égyptomanie dans les cultures occidentales dès le XIXe siècle. Dans la culture afro-américaine elle fait aussi l'objet d'une véritable revendication identitaire.

#### Antiquité grecque
L'antiquité grecque classique n'est pas particulièrement inspirante pour le cinéma, avec seulement une quarantaine de films produits sur cette période. Le seul évènement marquant l'histoire du cinéma, les guerres médiques, fait l'objet de quatre films : La Bataille des Thermopyles, La Bataille de Marathon, 300, et 300 : La Naissance d'un empire. C'est d'ailleurs aussi cette période qui sert de toile de fond au jeu vidéo Assassin's Creed Odyssey.

### Asie
Les antiquités asiatiques sont peu représentées dans les films : si cinéma chinois utilise des codes proches du péplum mais pour les débuts de la Chine impériale et notamment l'époque des Royaumes combattants, le cinéma japonais quant à se concentre sur le chanbana, qui dépeint l'époque médiévale, et le jidai-geki, qui se focalise sur l'époque Edo et le cinéma indien n'évoque l'antiquité qu'à travers Alexandre le Grand.

### Amériques
La notion d'antiquité n'a pas forcément de sens pour les civilisations américaines. Le concept d'Amérique pré-colombienne s'étend jusqu'à la fin du XVe siècle et incorpore donc une période qui correspond aussi au Moyen Âge. Un équivalent en termes de période correspondrait à l'ère classique pour les civilisations d'Amérique du Nord. Pour la Mésoamérique, la périodisation est encore un sujet de débat scientifique, et correspondrait à la période classique, les périodes des centres cérémoniels puis des seigneuries et des États militaristes, ou aux époques II et III. Pour les amérindiens des Antilles, les peuples indigènes du Brésil et les civilisations andines, cette périodisation reste manquante.
Si le cinéma se focalise essentiellement sur la période de conquête de l'Amérique, quelques films correspondent à cette période, tels que Les Rois du soleil, réalisé en 1963 et prenant la civilisation maya comme décor.

## Analyse par média

### Cinéma
Le premier film sur l'antiquité, Néron essayant des poisons sur des esclaves, date de 1896. Il est inspiré du tableau Cléopâtre essayant des poisons sur des condamnés à mort réalisé dix ans plus tôt. Plus généralement, les débuts du cinéma antiquisant est fortement influencé par les tragédies, l'opéra, les romans, et les peintres romantiques et pompiers. La poursuite de la découverte des ruines de Pompéi lance quant à elle un mouvement de recherche de véracité historique dans les décors présentés.
Le péplum, apparu dans les années 1960, est un genre à part entière du cinéma.

### Jeux vidéos

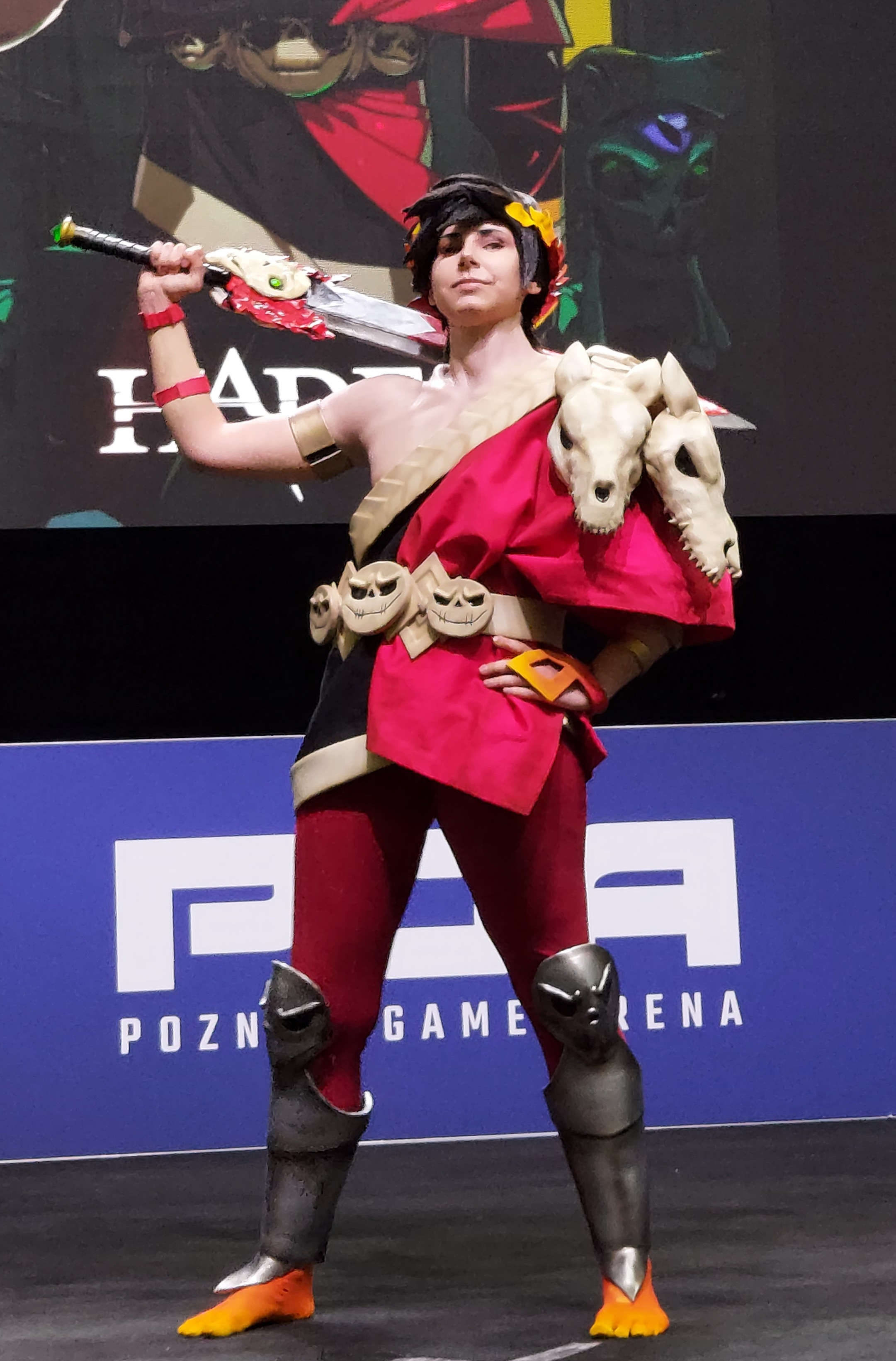
Cosplay de Zagreus tel qu'il apparaît dans le jeu vidéo Hades, 2021

Le premier lien entre les jeux vidéos et l'antiquité est la légende urbaine Polybius, mythe d'un jeu d'arcade des années nommé en référence à un historien grec qui aurait été une expérience de contrôle des esprits par la CIA. Mais l'un des premiers véritable jeu vidéo représentant l'antiquité est The Return of Heracles (en), où le joueur peut indifférement incarner des personnages historiques et mythologiques.
Les créateurs de la série God of War ne s'inspirent pas directement de l'antiquité telle que comprise par les historiens, mais puisent plutôt dans des références d'autres artistes, notamment en reprenant les codes du cinéma et notamment du film Le choc des Titans. Cette utilisation d'autres références culturelles propage des propadandes anciennes, comme la représentation de Cléopâtre comme manipulatrice et séductrice dans Assassin's Creed Origins et qui date de la république romaine. Plus généralement, les jeux visent moins le réalisme historique que l'impression de fidélité pour le joueur : ainsi, toujours dans la série des Assassin's Creed, l'impasse est faite sur l'état de santé moyen des différentes époques.

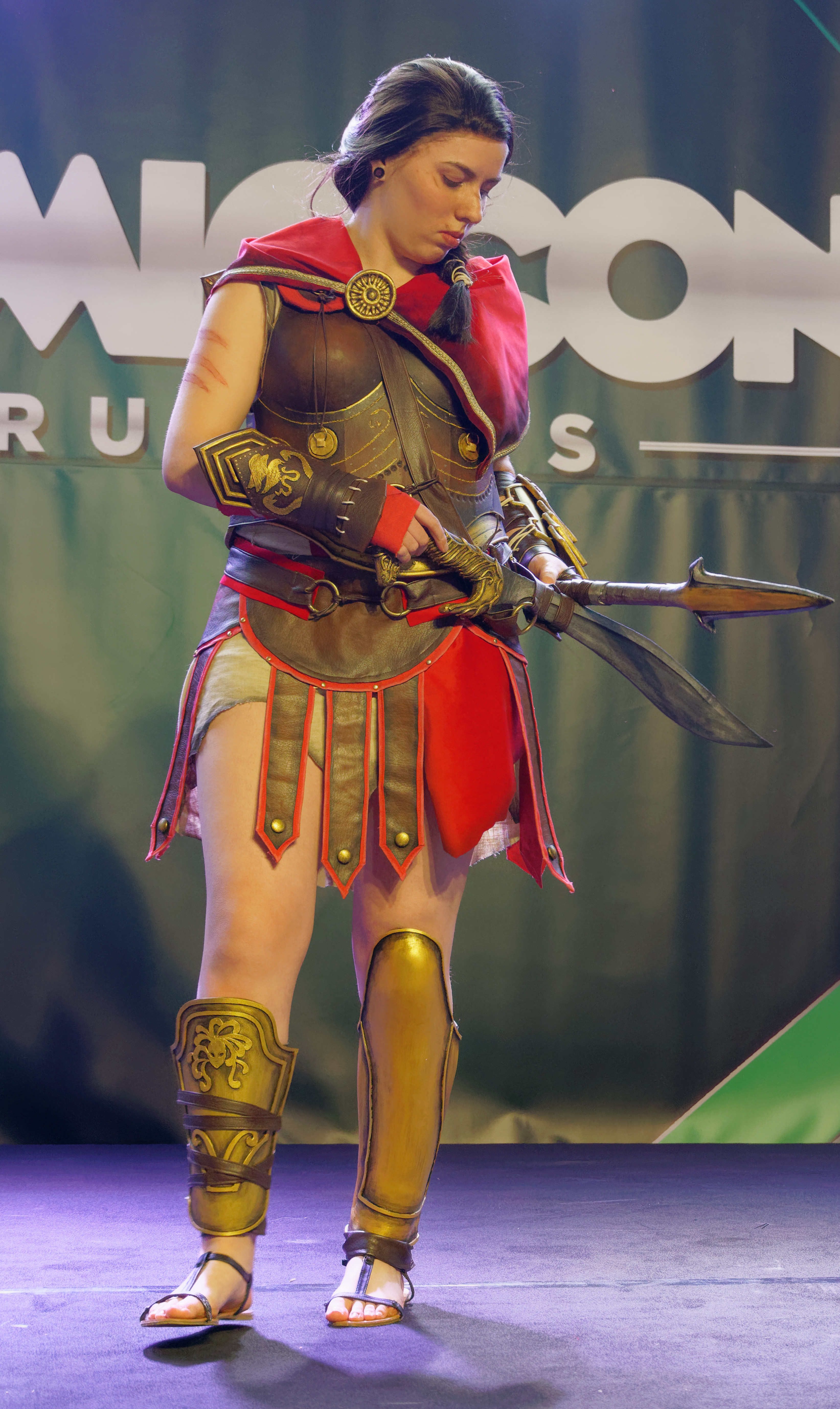
Cosplay de Kassandra, héroïne d'Assassin's Creed Odyssey

Pour Assassin's Creed Origins, Ubisoft développe un mode pédagogique permettant de découvrir l'Egypte antique en s'appuyant sur le programme scolaire de la classe de 6ème. Le chercheur sur les usages pédagogiques du jeu vidéo Romain Vincent remarque que ce mode est très passif, et qu'il sert plutôt de justification marketing que de véritable support pédagogique.
Romain Vincent remarque que l'usage de la mythologie grecque n'est qu'un prétexte dans God of War, une esthétique permettant à son studio de production Sony de se démarquer des autres beat them all. Il compare God of War à Apotheon, dont l'esthétique inspirée des céramiques grecques et la plus grande proximité avec la mythologie destinent le jeu à un public plus averti tout en lui donnant une démarcation par rapport à la masse des autres métroidvania. Si Apotheon s'inspire fortement des mythes dans ses game design et level design, les références ne sont souvent persceptibles que par le public qui les connait déjà et donc n'augmente pas sa culture antique à mesure qu'il joue.
Un genre particulièrement associé à l'antiquité est le city builder : le plan rectangulaire est en effet pratique pour des raisons techniques, historiquement conforme à l'antiquité, et correspond au quotidien des joueurs américains. Plus généralement, les mythes et l'architecture sont les aspects de l'antiquité les plus faciles à transcrire en jeux vidéos, tandis que les thématiques sociales et politiques sont souvent passées à la trappe.
En 2019 jeuxvideo.com désigne son top 10 des meilleurs jeux sur l'antiquité : Égypte : 1156 av. J.-C. - L'Énigme de la tombe royale, Grand Ages: Rome (en), Shadow of Rome, Caesar III, The Settlers III, Praetorians, Europa Universalis : Rome, Age of Empires, Total War: Rome II et enfin le meilleur, Assassin's Creed Origins. Ces jeux ne se déroulent pas uniquement dans une antiquité melting pot, mais à une époque précise, avec une proéminence de la Rome impériale.